# Rainbow Island
Rainbow Island é um curta-metragem mudo norte-americano de 1917, do gênero comédia, dirigido por Billy Gilbert e estrelado por Harold Lloyd. Cópia do filme existe.

## Elenco

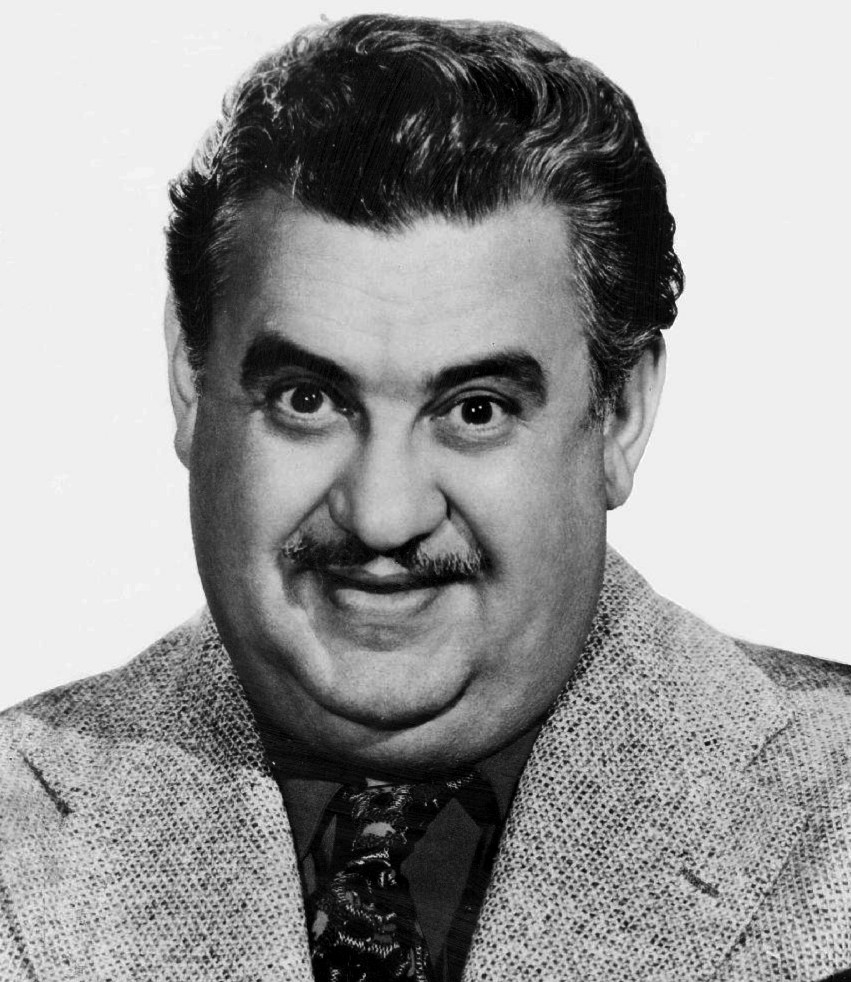
Billy Gilbert, diretor

- Harold Lloyd
- Snub Pollard
- Bebe Daniels
- Frank Alexander
- Carl Barbesgaard
- William Blaisdell
- Sammy Brooks
- Walter Crompton
- Billy Evans
- Billy Fay - (como William Fay)
- Max Hamburger
- Oscar Larson
- Gus Leonard
- Belle Mitchell
- Fred C. Newmeyer
- Hazel Powell
- Hazel Redmond
- Gertrude Smith
- Nina Speight